# Federación Española de Orientación
La Federación Española de Orientación o FEDO es la federación de orientación nacional en España. Está reconocido como la federación para España en la Federación Internacional de Orientación (IOF), del cual es un miembro .